# Joerstrastins
De Joerstrastins, of: Jourssa stins, was een stins aan de Zwette in Sneek.
Het pand wordt voor het eerst genoemd in 1407 in een geschil tussen Rienck Bockema en het Johannieterklooster over de eigendomsrechten van twee stinsen op zijn grondgebied. Er werd bepaald dat Bockema het pand in eigendom kreeg, het andere pand (de Johansmastins) ging naar het klooster (dat de familie Bockema zelf overigens later ook in handen kreeg). De bewoner indertijd was een pachtboer van het klooster.
Waarschijnlijk bestond de stins uit een zogenaamde donjon. Tijdens graafwerkzaamheden op deze locatie is een fundering van rode rooswinkels uit de 14e eeuw aangetroffen.
Op de locatie van de Jourstrastins staat tegenwoordig de Swettestate.